# Benicio del Toro
Benicio Monserrate Rafael del Toro Sánchez (født 19. februar 1967) er en filmskuespiller fra Puerto Rico, der bl.a. har spillet med i film som Licence to Kill, The Usual Suspects, Fear and Loathing in Las Vegas, Sin City og Traffic, for hvilken han vandt en Oscar for bedste mandlige birolle som politibetjenten Javier.

## Filmografi i udvalg
- Licence to Kill (1989)
- The Usual Suspects (1995)
- The Fan (1996)
- Fear and Loathing in Las Vegas (1998)
- Traffic (2000)
- The Pledge (2001)
- The Hunted (2003)
- Sin City (2005)
- Things We Lost in the Fire (2007)
- The Wolfman (2010)
- Jimmy P: Psychotherapy Of A Plains Indian (2013)
- Guardians of the Galaxy (2014)
- Sicario (2015)
- Star Wars: The Last Jedi (2017)